# Golf van Pozzuoli
De Golf van Pozzuoli (Italiaans: Golfo di Pozzuoli, Napolitaans: Gurfo 'e Pezzulo), vroeger bekend als Golf van Puteoli, is een grote baai of kleine golf in het noordwestelijke uiteinde van de Golf van Napels in de Tyrreense Zee. De baai ligt ten westen van Napels en is vernoemd naar de haven van Pozzuoli. De Romeinse Sinus Baianus lag in de baai, vlakbij de plaats Baiae. De baai ligt tussen Capo Miseno en Capo Posillipo; de afstand ertussen is ongeveer 6 km. Het land rondom de baai staat bekend als Campi Flegrei.
Samen met het eiland Ischia en de golven van Napels en Gaeta, zijn de lokale wateren rijk genoeg om verschillende soorten walvissen en dolfijnen, waaronder gewone vinvissen en potvissen, in leven te houden.